# RTCN Chwaszczyno
RTCN Chwaszczyno – największa na Pomorzu stacja nadawcza, znajdująca się w miejscowości Chwaszczyno, przy ul. Rewerenda. Zestaw anten nadawczych posiada charakterystykę kierunkową z listkiem głównym skierowanym w głąb obszaru lądowego Polski. Za sprawą położenia w pobliżu Morza Bałtyckiego i sprzyjających warunków pogodowych, sygnał z anten RTCN Chwaszczyno dociera nawet do Szwecji i Danii (Bornholm).

## Historia
Pierwszy maszt powstał na przełomie lat 50. i 60. XX w. jako nadajnik średniofalowy dla Gdańska i okolicy.
Budowę drugiego masztu (telewizyjnego), o wysokości 200 m, ukończono 21 lipca 1962 roku.
Próbne nadawanie sygnału telewizyjnego rozpoczęło się 18 sierpnia 1962 roku, a produkcyjne - 16 października. 
Emisja programów UKF z ośrodka RTCN Chwaszczyno jest prowadzona od 1 maja 1963 roku.
Na przełomie lat 70. i 80. XX w., w miejscu dwóch poprzednich masztów, wybudowano współczesny maszt, o wys. 317 m.
W styczniu 2000 roku, wyłączono przekaz stacji radiowych w paśmie OIRT (65-73 MHz) , w tym samym czasie uruchomiono nadawanie stacji radiowych w paśmie CCIR (87,5-108 MHz).
27 października 2010 roku rozpoczęto nadawanie cyfrowej telewizji naziemnej (DVB-T) z masztu w Chwaszczynie.
Od 30 sierpnia 2011 do 1 września 2013 roku, na trzecim multipleksie naziemnej telewizji cyfrowej (MUX 3) była nadawana druga wersja regionalna TVP INFO z programem lokalnym TVP Olsztyn.
28 listopada 2012 roku, w związku z cyfryzacją, wyłączono tam analogowy sygnał telewizyjny. Pomorze było w obszarze przełączenia w drugiej kolejności.
25 kwietnia 2022 roku, w związku ze zmianą standardu nadawania telewizji naziemnej, rozpoczęto emisję sygnału w DVB-T2, który zastąpił dotychczas używany DVB-T, (Nie dotyczyło to MUX 3 i MUX 8).
15 grudnia 2023 roku, nastąpiła zmiana standardu nadawania trzeciego multipleksu naziemnej telewizji cyfrowej (MUX 3) z standardu DVB-T na DVB-T2.

## Parametry[5]
- Wysokość posadowienia podpory anteny: 187 m n.p.m.
- Wysokość zawieszenia systemów antenowych (w m n.p.t.): 
  - radio: 120, 228
  - TV: 270, 306

## Transmitowane programy

### Programy radiowe - analogowe
Źródło:.
| LP | Program                   | Właściciel                                                          | Częstotliwość | Moc nadajnika | Data uruchomienia   | Polaryzacja |
| -- | ------------------------- | ------------------------------------------------------------------- | ------------- | ------------- | ------------------- | ----------- |
| 1  | Radio Kaszëbë             | Stowarzyszenie Ziemia Pucka                                         | 92,30 MHz     | 2 kW          | 21.12.2004          | pozioma     |
| 2  | Polskie Radio Program I   | Polskie Radio S.A.                                                  | 95,70 MHz     | 120 kW        | 31.05.2007          | pozioma     |
| 3  | RMF FM                    | Radio Muzyka Fakty Sp. z o.o.                                       | 98,40 MHz     | 120 kW        | 1995                | pozioma     |
| 4  | Polskie Radio Program III | Polskie Radio S.A.                                                  | 99,90 MHz     | 120 kW        | 16.03.2002          | pozioma     |
| 5  | Radio Plus                | Archidiecezja Gdańska                                               | 101,70 MHz    | 120 kW        | przed 1994          | pozioma     |
| 6  | Radio Gdańsk              | Polskie Radio - Regionalna Rozgłośnia w Gdańsku "Radio Gdańsk" S.A. | 103,70 MHz    | 120 kW        | przed 1994          | pozioma     |
| 7  | Radio Zet                 | Radio ZET Sp. z o.o.                                                | 105,0 MHz     | 120 kW        | 1994-1995 (04.1996) | pozioma     |

### Programy radiowe – cyfrowe
Źródło:.
| Skład multipleksu | Częstotliwość | Kanał | Moc (kW) | Polaryzacja | Charakterystyka promieniowania | Kompresja      |
| ----------------- | ------------- | ----- | -------- | ----------- | ------------------------------ | -------------- |
| MUX-PR (Gdańsk)   | 176,640 MHz   | 5B    | 24 kW    | pionowa (V) | kierunkowa                     | AAC/AAC+/AAC++ |

### Programy telewizyjne - cyfrowe
3 czerwca 2020 w ramach uwalniania częstotliwości telewizyjnych w górnym paśmie UHF pod internet bezprzewodowy, nastąpiło przełączenie MUX-3 z częstotliwości 690 (kanał 48), na docelową częstotliwość 482 MHz (kanał 22). Moce nadajników pozostały bez zmian.
Źródło:.
| Nazwa multipleksu | Częstotliwość (MHz) | Kanał | Moc (kW) | Polaryzacja | Charakterystyka promieniowania | Standard nadawania | Kompresja | Data uruchomienia nadajnika |
| ----------------- | ------------------- | ----- | -------- | ----------- | ------------------------------ | ------------------ | --------- | --------------------------- |
| MUX 1             | 602 MHz             | 37    | 100 kW   | pozioma (H) | kierunkowa (D)                 | DVB-T2             | HEVC      | 30 kwietnia 2012            |
| MUX 2             | 658 MHz             | 44    | 100 kW   | pozioma (H) | kierunkowa (D)                 | DVB-T2             | HEVC      | 23 grudnia 2010             |
| MUX 3 (Gdańsk)    | 482 MHz             | 22    | 100 kW   | pozioma (H) | kierunkowa (D)                 | DVB-T2             | HEVC      | 27 października 2010        |
| MUX 4             | 506 MHz             | 25    | 100 kW   | pozioma (H) | kierunkowa (D)                 | DVB-T2             | HEVC      | 30 czerwca 2021             |
| MUX 6             | 618 MHz             | 39    | 95 kW    | pozioma (H) | kierunkowa (D)                 | DVB-T2             | HEVC      | 18 listopada 2020           |
| MUX 8             | 184,5 MHz           | 6     | 20 kW    | pionowa (V) | kierunkowa (D)                 | DVB-T              | MPEG-4    | 1 sierpnia 2016             |

## Nienadawane analogowe programy telewizyjne
Programy telewizji analogowej wyłączone 28 listopada 2012 r. o godz. 1:00.
| LP | Program         | Właściciel             | Częstotliwość | Kanał | Moc nadajnika | Polaryzacja |
| -- | --------------- | ---------------------- | ------------- | ----- | ------------- | ----------- |
| 1  | TVP1            | Telewizja Polska S. A. | 207,25 MHz    | 10    | 1000 kW       | pozioma     |
| 2  | TVP2            | Telewizja Polska S. A. | 599,25 MHz    | 37    | 600 kW        | pozioma     |
| 3  | TVP Info/Gdańsk | Telewizja Polska S. A. | 719,25 MHz    | 52    | 400 kW        | pozioma     |

## Dodatkowe wykorzystanie stacji RTCN Chwaszczyno
Poza nadawaniem stacji telewizyjnych i radiowych maszt ten służy do dostarczania usług cyfrowych - m.in. dostępu do Internetu, a także przemienniki krótkofalarskie. Na maszcie znajdują się anteny takich firm jak:
| Nazwa firmy       | Rodzaj połączenia                    | Częstotliwość              | Technologia        |
| ----------------- | ------------------------------------ | -------------------------- | ------------------ |
| GTS               | punkt-punkt (największa ilość anten) | pow. 6 GHz                 | Radiolinia         |
| EmiTel            | punkt-punkt                          | pow. 6 GHz                 | Radiolinia         |
| Sferia S.A.       | punkt-punkt                          | pow. 6 GHz                 | Radiolinia         |
| Polkomtel S.A.    | punkt-punkt                          | pow. 6 GHz                 | Radiolinia         |
| P4 Sp. z o.o.     | punkt-punkt                          | pow. 6 GHz                 | Radiolinia         |
| NASK              | punkt-punkt                          | pow. 6 GHz                 | Radiolinia         |
| NASK              | punkt-wielopunkt                     | 3,6 GHz                    | WiMAX              |
| Netia             | punkt-wielopunkt                     | 3,6 GHz                    | WiMAX              |
| Cyfrowy Polsat    | punkt-wielopunkt                     | 1,8 GHz                    | LTE                |
| Przemiennik SR2C  | przemiennik amatorski                | 145,600 MHz, CTCSS 94,8 Hz | łączność amatorska |
| Przemiennik SR2GS | przemiennik amatorski                | 438,550 MHz, CTCSS 94,8 Hz | łączność amatorska |
| Przemiennik SR2GT | przemiennik amatorski                | 439,025 MHz, CTCSS 94,8 Hz | łączność amatorska |